# 森岡 (東浦町)
森岡（もりおか）は、愛知県東浦町の地名。

## 地理

### 河川・池沼
- 境川
- 石ヶ瀬川

### 交通
- 愛知県道246号刈谷大府線
- 国道366号
- 東海道本線
- 武豊線尾張森岡駅
- 愛知県道50号名古屋碧南線

### 施設
- 東部知多クリーンセンター
- 豊田自動織機森岡事業所
- 村木砦跡
- 森岡新池公園
- 村木神社
- 森岡コミュニティセンター
- 東浦町立森岡小学校
- 祖母懐北公園
- 東浦町立森岡西保育園
- 東浦町営北部グラウンド
- 健康の森プラザホテル
- あいち健康プラザ健康開発館
- 大府病院 デイケアもりおかの里

## 歴史

### 人口の変遷
国勢調査による人口および世帯数の推移。
| 1995年（平成7年）  | 2073世帯 6873人 |  |
| 2000年（平成12年） | 2351世帯 7313人 |  |
| 2005年（平成17年） | 2503世帯 7372人 |  |
| 2010年（平成22年） | 2834世帯 7680人 |  |
| 2015年（平成27年） | 2918世帯 7500人 |  |
| 2020年（令和2年）  | 3152世帯 8014人 |  |

### WEB
1. ↑  “愛知県知多郡東浦町の町丁・字一覧”.   人口統計ラボ. 2024年4月24日閲覧。
2. 1 2  総務省統計局 (2022年2月10日). “令和2年国勢調査の調査結果(e-Stat) - 男女別人口，外国人人口及び世帯数－町丁・字等” (CSV). 2023年8月2日閲覧。
3. ↑  “読み仮名データの促音・拗音を小書きで表記するもの(zip形式) 愛知県” (zip).   日本郵便 (2024年2月29日). 2024年3月26日閲覧。
4. ↑  “市外局番の一覧” (PDF).   総務省 (2022年3月1日). 2022年3月22日閲覧。
5. ↑  “ナンバープレートについて”.   一般社団法人愛知県自動車会議所. 2024年1月21日閲覧。
6. ↑  総務省統計局 (2014年3月28日). “平成7年国勢調査の調査結果(e-Stat) - 男女別人口及び世帯数 －町丁・字等” (CSV). 2021年7月20日閲覧。
7. ↑  総務省統計局 (2014年5月30日). “平成12年国勢調査の調査結果(e-Stat) - 男女別人口及び世帯数 －町丁・字等” (CSV). 2021年7月20日閲覧。
8. ↑  総務省統計局 (2014年6月27日). “平成17年国勢調査の調査結果(e-Stat) - 男女別人口及び世帯数 －町丁・字等” (CSV). 2021年7月21日閲覧。
9. ↑  総務省統計局 (2012年1月20日). “平成22年国勢調査の調査結果(e-Stat) - 男女別人口及び世帯数 －町丁・字等” (CSV). 2021年7月21日閲覧。
10. ↑  総務省統計局 (2017年1月27日). “平成27年国勢調査の調査結果(e-Stat) - 男女別人口及び世帯数 －町丁・字等” (CSV). 2021年7月21日閲覧。